# Citroën CX
Pour les articles homonymes, voir CX.
La Citroën CX est une grande routière du constructeur français Citroën, produite de 1974 à 1991. Elle est fabriquée à près de 1,2 million d'exemplaires, dans l'usine nouvellement créée d'Aulnay-sous-Bois (Seine-Saint-Denis).
Elle remporte le trophée européen de la voiture de l'année en 1975, et est la dernière automobile conçue entièrement par Citroën avant son rachat par Peugeot.

## Historique

### Conception et développement

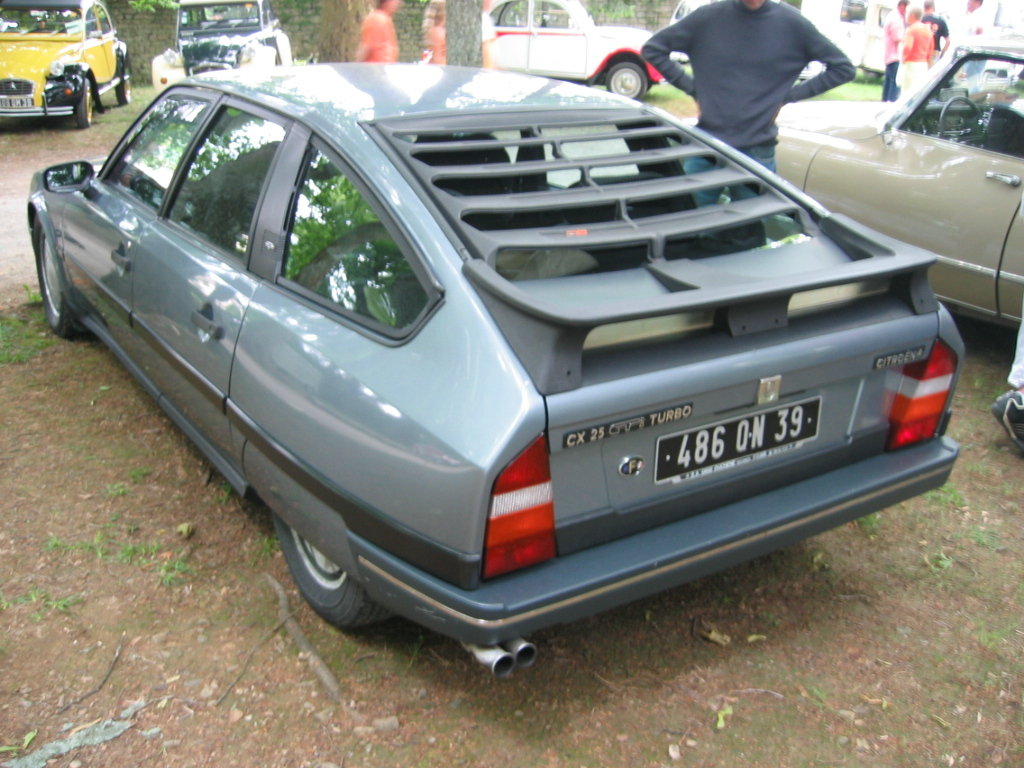
CX 25 GTI Turbo Série 2.

La CX est le fruit d'une longue étude interne, le « projet L », entamé à la fin des années 1960 pour remplacer la mythique DS dont les ventes donnent des signes d'essoufflement après quinze ans de carrière. L'enjeu est décisif pour Citroën, en proie à de grosses difficultés financières à la suite de l'abandon tardif d'un projet de familiale milieu de gamme (le « projet F ») après que les investissements lourds eurent été faits. L'entreprise doit répéter le phénoménal « coup technologique » de la DS en 1955 pour se sortir de l'ornière. La CX offrira donc à sa clientèle une innovation digne de la légende du constructeur : le moteur Wankel (à rotor « triangulaire » à mouvement épicycloïdal). Citroën s'allie avec l'Allemand NSU pour fonder Comotor, une filiale qui doit fournir toute une famille de moteurs Wankel à plusieurs modèles des deux marques. La CX est destinée à en recevoir deux : un birotor de 995 cm3 et 110 ch, qui équipera aussi la GS Birotor, et surtout un trirotor de 1 493 cm3. Équivalent à un 3 litres conventionnel, ce moteur à la sonorité unique d'un… 9 cylindres est prévu pour plus de 160 chevaux, au moins au niveau du V6 Peugeot-Renault-Volvo alors en préparation et de la concurrence allemande de l'époque (Mercedes 280 S, BMW 525). Citroën prévoit aussi l'implantation dans la CX du 4 cylindres en ligne issu de la DS afin d'offrir non seulement une motorisation d'entrée de gamme essence, mais aussi la première berline Diesel de l'histoire de la marque. Les Wankel étant aussi compacts que le 4 cylindres, les ingénieurs optimisent le compartiment moteur de la CX pour y loger ces deux mécaniques — une décision qui pèsera dans l'histoire du modèle.
La crise pétrolière de 1973 porte un coup fatal aux plans de Citroën. Le moteur Wankel, handicapé par sa très forte consommation, se voit subitement relégué au rang d'anachronisme à une période où l'essence augmente de plus de 30 % en un an et où les limitations de vitesse font leur apparition en France. De plus, les graves soucis de fiabilité des NSU Ro 80, équipées du même birotor que la future CX, suscitent la méfiance du public. La GS birotor, sortie fin 1973, est un échec complet avec moins de 900 ventes en dix-huit mois de commercialisation. Citroën abandonne alors l'option Wankel quelques mois seulement avant le lancement de la CX prévu pour l'été 1974. Intégrer à la voiture le V6 de la SM est (tout juste) possible mais la situation financière dramatique de l'entreprise ne permet pas un tel investissement. À l'été 1974, alors que l'on rebâtit en toute hâte une gamme de motorisations autour du seul 4 cylindres, le couperet tombe : Citroën dépose son bilan. Peugeot prend immédiatement le contrôle du constructeur, à la demande des pouvoirs publics soucieux de préserver des milliers d'emplois au plus fort de la crise, et maintient logiquement le lancement.

### Présentation, lancement et améliorations
Le 28 août 1974, deux modèles de CX à essence sont présentés au public : la CX 2000 munie du 1 985 cm3 à carburateur de la DS 20 (11 CV, 102 ch, 174 km/h) et la CX 2200 (commercialisée à partir de janvier 1975) équipée du 2 175 cm3 à carburateur de la DSuper5 (12 CV, 112 ch, 179 km/h) adapté en dernière minute. Vendues 25 785 et 30 768 francs, les CX s'intercalent entre les versions de base et de haut de gamme de la DS avec lesquelles elles cohabitent pendant environ un an. La presse est unanime à saluer la nouvelle venue comme une réussite. L'esthétique moderne, l'excellente visibilité, l'espace intérieur satisfaisant, les consommations en baisse de deux à trois litres par rapport à la DS, la tenue de route et le freinage toujours au meilleur niveau mondial ainsi que le confort de l'hydropneumatique sont autant de points forts. La critique cible néanmoins la faible qualité finition et les accélérations quelconques offertes en début de carrière par des moteurs dérivés des DS20 et 21 à carburateur dont la conception générale remonte à 1965 (moteur 5 paliers) et dont la conception initiale remonte à la Traction Avant. Dans la foulée, la CX reçoit trois prix : le titre de Voiture européenne de l'année, le prix de la sécurité et celui du style.

#### 1975

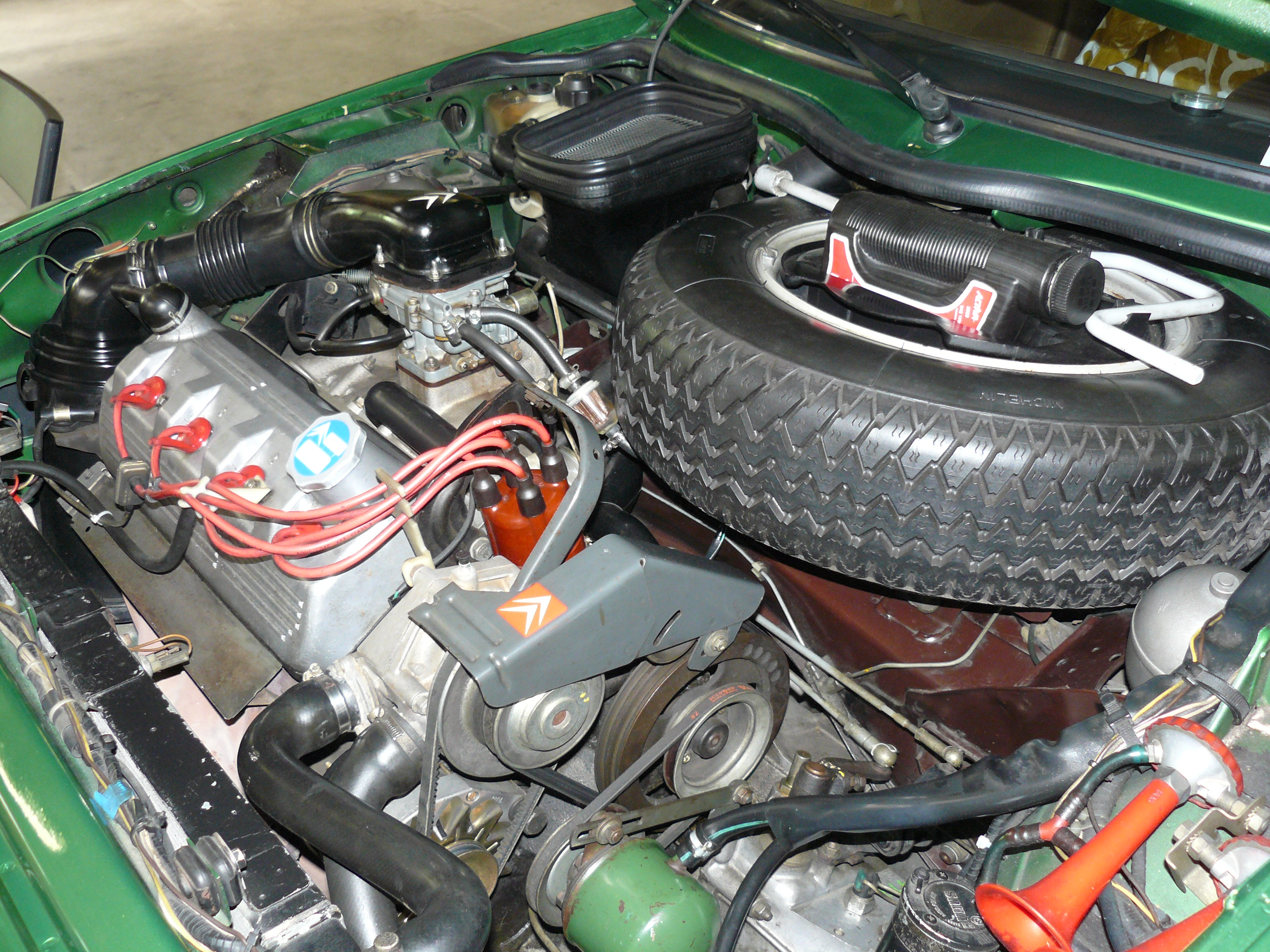
Le moteur d'une CX 2000 de 1979.

Les ventes décollent immédiatement et passent dès 1975 la barre des 100 000 exemplaires par an, chiffre atteint une seule fois par la DS en vingt ans de carrière. Cet été-là, les versions Super (ce seront les CX les plus vendues), Pallas (finition de luxe) et 2400 Prestige (finition de luxe à empattement allongé de 25 cm) s'ajoutent. La direction à rappel asservi en fonction de la vitesse DIRAVI, héritée de la SM, est disponible en option.

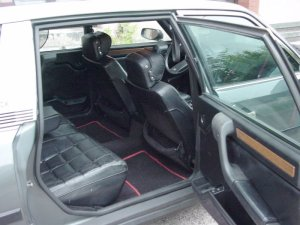
La version rallongée Prestige.

En septembre 1975, la CX 2200D est la première voiture Citroën de tourisme à moteur Diesel (si l'on excepte les très rares 11 UD familiales produites en 1937). De conception classique pour l'époque (injection indirecte et pompe mécanique), le bloc DS Diésélisé déjà vu sur le fourgon C35  , mais ici tournant en sens inverse, conserve les 2 175 cm3 de la version essence et fournit 66 ch (puissance fiscale 9 CV) pour une vitesse maxi de 146 km/h, dans la très bonne moyenne des moteurs Diesel du moment.

#### 1976
L'expansion de la gamme CX se poursuit en janvier 1976 avec le lancement du break. Plus long de 25 cm que la berline et doté de l'empattement allongé de la version Prestige, c'est l'un des plus rapides parmi les breaks spacieux, et surtout le seul avec une suspension à correction d'assiette automatique capable de supporter de lourdes charges. Arme absolue du brocanteur, ambulance hors pair ou « super-camionnette » à six roues développée par les établissements Tissier pour la livraison rapide de journaux, ce véhicule unique entame une carrière exceptionnelle qui se traduira par un cours flatteur en occasion longtemps après l'arrêt de la production.

#### 1977

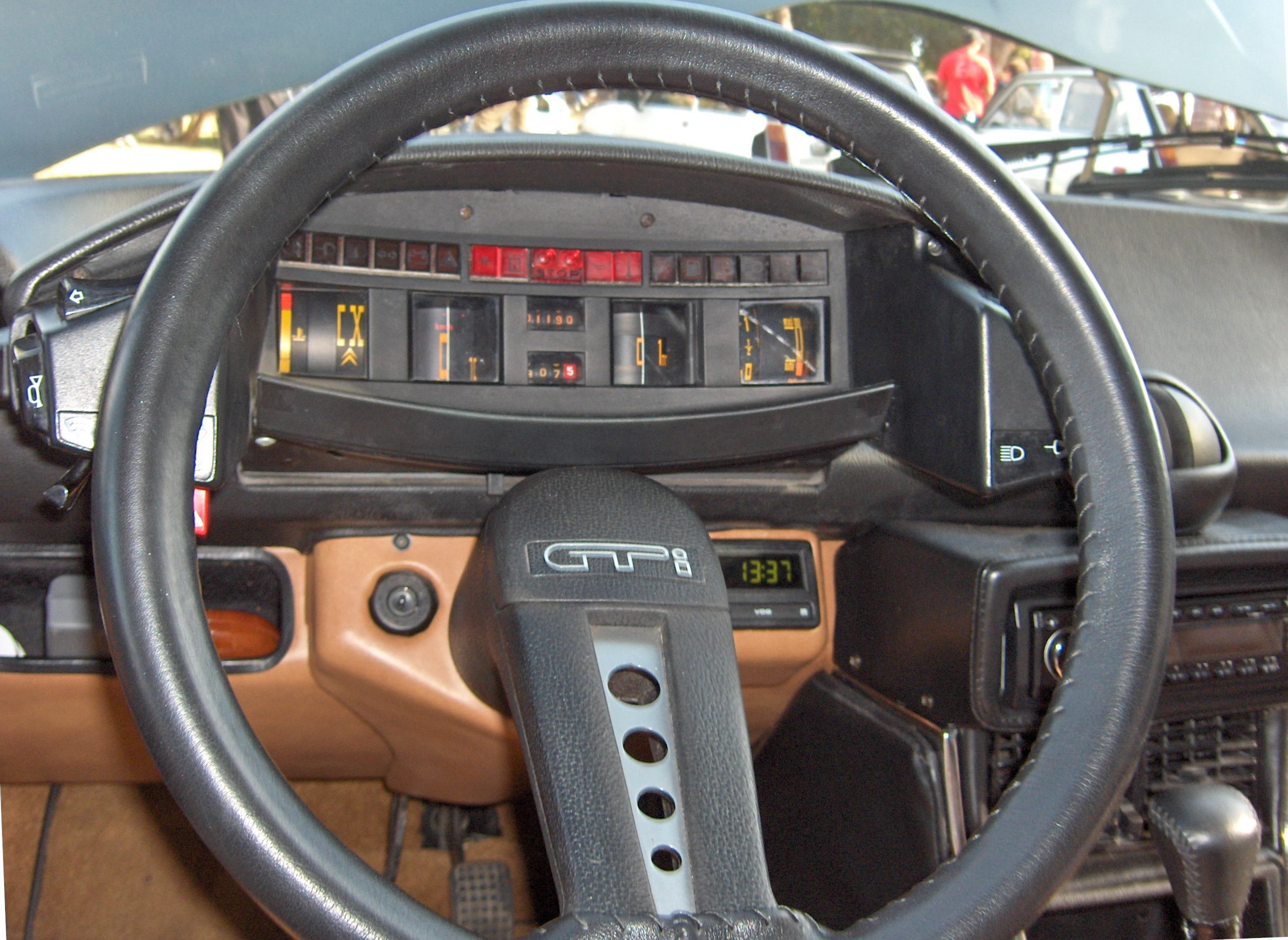
Tableau de bord d'une CX première série.

Pour le millésime 1977, le moteur 2,4 litres à carburateur supplante le 2,2 litres et donne naissance à la CX 2400. En mai 1977, l'injection électronique fait son apparition sur la nouvelle CX 2400 GTI à tendance sportive (128 ch, 13 CV, 191 km/h). Elle est dotée d'une boîte de vitesses à cinq rapports et se démarque par les sièges avant à appuis-tête intégrés, les projecteurs additionnels antibrouillard et les encadrements de vitres noirs. Les jantes en alliage léger optionnelles généralement choisies seront rapidement de série. La version GTI adoptera un becquet arrière pour 1981 et des jantes en cotes millimétriques pour pneus Michelin TRX pour 1982.

#### 1978
En 1978, le moteur 2,4 litres à injection devient disponible sur la CX Prestige au nouveau toit surélevé et l'année suivante sur la finition Pallas. En janvier, la cylindrée du Diesel est portée à 2,5 litres (2 500 cm3 exactement) et donne naissance à la CX 2500D de 75 ch qui devient la berline Diesel la plus rapide du monde avec 156 km/h. Dans le même temps, le système de chauffage est revu sur toutes les CX, ce qui implique une nouvelle console centrale avec au sommet un curieux cendrier en forme de boule évoquant un casque de cosmonaute. 1978 sera la meilleure année commerciale de la CX avec un peu plus de 150 000 ventes.

#### 1980
En 1980, les premiers effets du rachat de Citroën par Peugeot se font sentir. Le vénérable 2 litres à arbre à cames latéral des DS et CX 2000 se voit remplacé par un moderne 4 cylindres en alliage léger à arbre à cames en tête fabriqué en commun avec Renault et déjà monté sur la Renault 20 TS et les Peugeot 505 TI et STI. Équipées de ce nouveau « moteur Douvrin » 10 CV de 1 995 cm3, les CX Reflex et Athena, qui remplacent les CX 2000 Confort et Super, atteignent 176 km/h avec leurs 106 ch. Une CX Athena démontre sa sobriété en devenant la première berline française à essence capable de faire Paris-Marseille sur un seul plein. Les versions 2400 et Prestige restent en revanche inchangées car le nouveau moteur ne peut pas monter aussi haut en cylindrée. Au même moment est lancée la CX Limousine  dotée de la carrosserie de la CX Prestige, du Diesel 2,5 litres et d'une finition similaire à la CX Athena.
Le rythme des changements se ralentit ensuite car le groupe PSA doit rationaliser ses gammes. Il a en effet racheté les actifs européens de Chrysler (dont la marque Simca) en 1978 et a hérité à l'occasion d'un autre projet de berline haut de gamme trop avancé pour l'arrêter : ce sera la Talbot Tagora, présentée en octobre 1980. Accaparé dans ce segment de marché par l'arrivée de cette nouvelle venue, l'essoufflement de sa propre 604 et l'expansion en cours de sa nouvelle gamme 505, Peugeot n'a que peu de moyens à consacrer à une CX qui se vend sans histoire. Ainsi, et contrairement à la GS, la version à hayon réclamée par de nombreux clients ne verra jamais le jour. (Quelques CX seront modifiées dans ce sens par Caruna en Suisse.)

#### 1981
Pour 1981, le traitement anticorrosion par anaphorèse est remplacé par un procédé par cataphorèse bien plus efficace qui met enfin un terme à la fâcheuse tendance des CX (comme nombre d’automobiles de l’époque) à rouiller prématurément. Cette même année, la boîte de vitesses semi-automatique C-Matic à convertisseur, peu appréciée de la clientèle, est remplacée par une véritable boîte automatique d'origine ZF.

#### 1982
En juillet 1982, la CX bénéficie d'un mini-restylage avec de nouvelles appellations (CX 20, 20 TRE, 25 D), un nouveau masque avant avec fixations modifiées des optiques, une calandre affleurante, des crosses de pare-chocs avant élargies et de nouveaux cadrans de compteurs avec chiffres orange sur fond noir. La direction assistée Diravi, les vitres avant électriques et la condamnation centralisée des portes sont désormais de série sur tous les modèles.

#### 1983
L'année 1983 marque un certain renouveau avec l'arrivée de deux nouveaux moteurs. Le moteur 2 500 cm3 essence à injection (138 ch, 12 CV) remplace le 2,4 litres et emmène la CX 25 Pallas IE et la CX 25 Prestige à 200 km/h. Surtout, le 2,5 Diesel, qui se voit greffer un turbo (mais pas encore un échangeur air-air), atteint 174 km/h pour 95 ch et 7 CV. Cependant, la demande croissante du marché pour une motorisation noble (5 ou 6 cylindres) dans ce segment met en évidence les limites imposées par les choix de dimensionnement faits dans les années soixante-dix. Faute de pouvoir monter un V6, Citroën dévoile la CX 25 GTI turbo en octobre 1984, mue par la version suralimentée du 2,5 litres injection (elle aussi sans échangeur air-air) et développant 168 ch pour 12 CV seulement. La voiture atteint les 220 km/h au prix d'une consommation très importante à grande vitesse. En mars 1985, la GTI turbo est la première voiture française à pouvoir être équipée du freinage ABS.

#### 1985
En réponse à la sortie de la Renault 25 qui donne un coup de vieux à une CX lancée il y a déjà dix ans, la marque présente la CX Série 2 en juillet 1985. Des boucliers en plastique ton carrosserie remplacent les désuets pare-chocs chromés, des rétroviseurs extérieurs carénés font leur apparition, la planche de bord est profondément revue (avec en particulier la fin des compteurs à tambour tournant) et la finition ainsi que la protection anti-corrosion sont améliorées. Une nouvelle motorisation 2,2 litres à carburateur (115 ch, 11 CV, 186 km/h) extrapolée du 2 litres apparaît sur la CX 22 TRS. La version Prestige bénéficie du moteur turbo essence de 168 ch. Citroën écoulera quelques modèles en stock de « série 1 » sous l'appellation Leader jusqu'au début 1986.

#### 1986
En septembre 1986, la CX 25 GTI Turbo 2 et la CX 25 Prestige Turbo 2 à essence reçoivent enfin un échangeur air-air. L'abaissement de la température d'air à l'admission ainsi obtenu permet d'augmenter le rapport volumétrique à 8,5 et de modifier les réglages d'injection. Sans échangeur, il était en effet nécessaire d'injecter un fort excès d'essence pour limiter la température aux soupapes d'échappement à pleine charge. Les gaz brûlants étaient refroidis par la vaporisation du carburant en excès et le moteur était donc, littéralement, refroidi à l'essence... Avec l'échangeur, la consommation revient à un niveau raisonnable et les performances sont même en léger progrès : la vitesse maxi (immortalisée par une célèbre campagne publicitaire mettant en scène l'actrice Grace Jones) passe de 220 à 223 km/h, le 400 m départ arrêté de 15,9 à 15,7 s et le 1000 m de 29,4 à 29 s.

#### 1987
En février 1987, c'est le tour de la motorisation turbo Diesel de recevoir un échangeur. En l'absence de problème d'excès de carburant à régler, l'amélioration des prestations est spectaculaire. La puissance bondit de 95 à 120 ch, le couple atteint la valeur remarquable pour l'époque de 265 N m. La CX Diesel Turbo 2 reprend le titre de la voiture Diesel la plus rapide du monde avec un 195 km/h qui fait sensation. Le restylage et les motorisations réussies donnent le coup de fouet espéré aux ventes et la millionième CX sort des chaînes d'Aulnay le 30 octobre 1987.

### Arrêt et succession
« Peut-on encore acheter une CX ? » s'interroge L'Auto-Journal fin 1988 alors que se profile déjà sa remplaçante, la XM. Si les versions à essence les plus puissantes de la Citroën peinent à concurrencer leurs rivales étrangères, le comparatif organisé par le magazine montre que la 20 RE reste le meilleur choix en entrée de gamme. C'est donc après une belle carrière que la CX passe la main le 23 mai 1989 avec le lancement des berlines XM. Le break, devenu CX Evasion, survit jusqu'en 1991. En environ 16 ans, il se sera produit 1 041 560 berlines (soit presque autant en moyenne annuelle que la DS, produite à 1,3 million d'exemplaires en 20 ans) et 128 185 breaks.

## Les différentes versions

### Finitions

#### Prestige

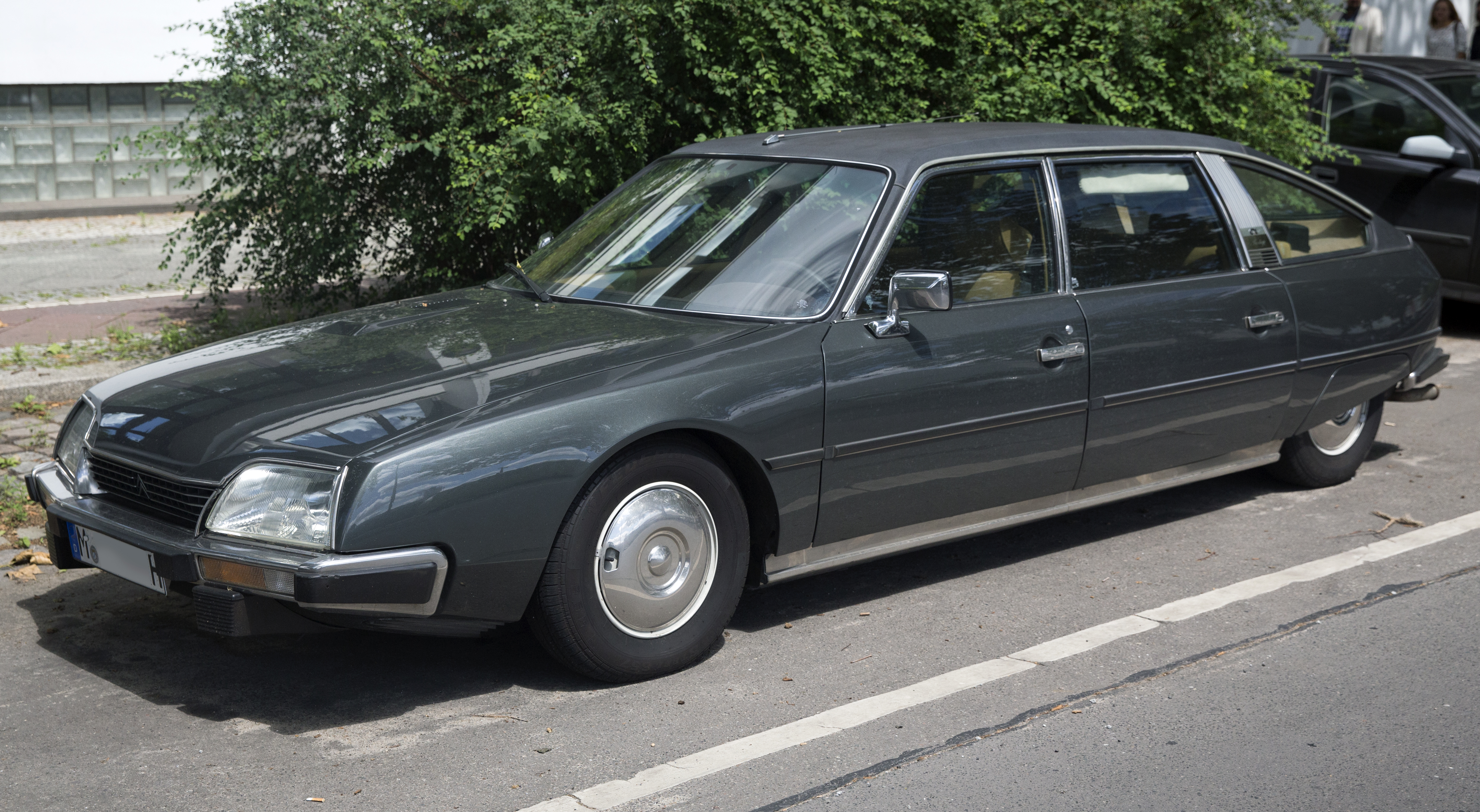
Une CX Prestige Série 1.

La limousine Prestige est dotée du 4 cylindres essence 2 347 cm3 à carburateur de la DS 23 (115 ch, 13 CV, 181 km/h). Quelques exemplaires à toit surélevé sont produits pour les besoins de l'Élysée car la grande taille du président Valéry Giscard d'Estaing s'accommode mal de la ligne basse du modèle de série. Cette modification sera généralisée à toute la gamme pour l'année-modèle 1978. Les CX Prestige bénéficieront aussi de la condamnation centralisée des portes l'année suivante.

### Version longue
Des versions rallongées et spécialisées de la CX ont été conçues pour divers usages. Certaines ont compté six roues ou plus, comme la Loadrunner allemande. Parmi les utilisations de cette version, il y a eu des bagagères, des ambulances, des plateaux porte-voitures, des travelling, des camping-cars, des minibus, des limousines, des porte-hélicoptère, des pick-up ou encore des berlines ou cabriolets à quatre roues avant.

### Leader
La Leader est une version de la CX, cette version ne propose que des voitures grises. Cette version est sortie dans les années 80 jusqu'au début 1986.

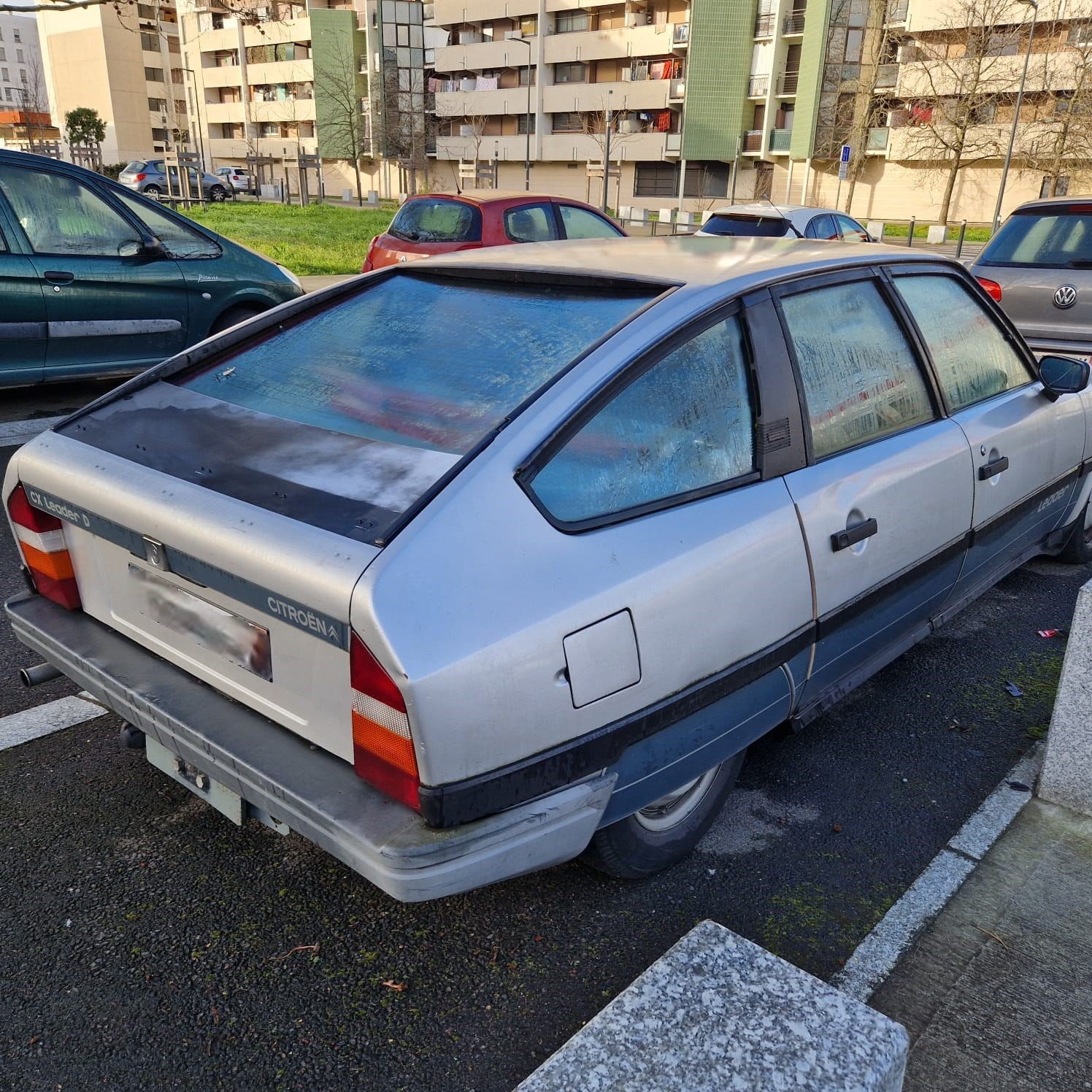
Citroën CX Leader

## Caractéristiques

### Chaîne cinématique

#### Motorisations
| Modèle et boîte                         | Construction | Moteur               | Cylindrée         | Performance                    | Couple                 | 0 à 100 km/h | Vitesse maximale | Consommation et émissions de CO2 |
| --------------------------------------- | ------------ | -------------------- | ----------------- | ------------------------------ | ---------------------- | ------------ | ---------------- | -------------------------------- |
| Citroën CX 2000                         | 1974 - 1979  | 4 cylindres en ligne | 1 985 cm3 (2,0 L) | 75 kW (102 ch) à 6 000 tr/min  | 152 N m à 3 000 tr/min | 12,8 s       | 174 km/h         | 10,5 L/100 km -                  |
| Citroën CX 20 (boîte méca. 5)           | 1979 - 1989  | 4 cylindres en ligne | 1 995 cm3 (2,0 L) | 78 kW (106 ch) à 5 500 tr/min  | 166 N m à 3 250 tr/min | 12,4 s       | 176 km/h         | 10,7 L/100 km -                  |
| Citroën CX 2200                         | 1975 - 1976  | 4 cylindres en ligne | 2 175 cm3 (2,2 L) | 82 kW (112 ch) à 5 500 tr/min  | 180 N m à 2 750 tr/min | 11,1 s       | 179 km/h         | 10,17 L/100 km -                 |
| Citroën CX 22 (boîte méca. 5)           | 1979 - 1989  | 4 cylindres en ligne | 2 165 cm3 (2,2 L) | 85 kW (115 ch) à 5 600 tr/min  | 178 N m à 3 250 tr/min | 10,6 s       | 186 km/h         | 9 L/100 km -                     |
| Citroën CX 24 Injection (boîte méca. 5) | 1977 - 1983  | 4 cylindres en ligne | 2 347 cm3 (2,4 L) | 94 kW (128 ch) à 4 800 tr/min  | 198 N m à 3 600 tr/min | 10,5 s       | 190 km/h         | 11,1 L/100 km -                  |
| Citroën CX 25 (boîte méca. 5)           | 1983 - 1989  | 4 cylindres en ligne | 2 500 cm3 (2,5 L) | 101 kW (138 ch) à 5 000 tr/min | 211 N m à 4 000 tr/min | 9,2 s        | 195 km/h         | 10,1 L/100 km -                  |
| Citroën CX 25 Turbo 2 (boîte méca. 5)   | 1985 - 1989  | 4 cylindres en ligne | 2 500 cm3 (2,5 L) | 124 kW (168 ch) à 5 000 tr/min | 294 N m à 3 250 tr/min | 7,8 s        | 223 km/h         | 10,7 L/100 km -                  |

| Modèle et boîte                       | Construction | Moteur               | Cylindrée         | Performance                   | Couple                 | 0 à 100 km/h | Vitesse maximale | Consommation et émissions de CO2 |
| ------------------------------------- | ------------ | -------------------- | ----------------- | ----------------------------- | ---------------------- | ------------ | ---------------- | -------------------------------- |
| Citroën CX 22 D (boîte méca. 5)       | 1976 - 1978  | 4 cylindres en ligne | 2 175 cm3 (2,2 L) | 49 kW (66 ch) à 4 500 tr/min  | 126 N m à 2 750 tr/min | 21 s         | 147 km/h         |                                  |
| Citroën CX 25 D (boîte méca. 5)       | 1978 - 1990  | 4 cylindres en ligne | 2 500 cm3 (2,5 L) | 55 kW (75 ch) à 4 250 tr/min  | 150 N m à 2 000 tr/min | 16,8 s       | 158 km/h         | 8 L/100 km -                     |
| Citroën CX 25 Turbo 2 (boîte méca. 5) | 1983 - 1990  | 4 cylindres en ligne | 2 500 cm3 (2,5 L) | 88 kW (120 ch) à 3 900 tr/min | 255 N m à 2 000 tr/min | 10,9 s       | 195 km/h         | 6,7 L/100 km -                   |

#### Boîtes de vitesses
L'ensemble moteur-boîte est désormais implanté transversalement et incliné vers l'avant, une disposition popularisée par Morris et Fiat (via sa filiale Autobianchi) dans les années soixante mais innovante pour l'époque dans ce segment de marché. À cette occasion, Citroën doit développer une nouvelle boîte de vitesses transversale sur la base de celle équipant la GS Birotor, parfois dénommée en « pot de fleur » dans des documents internes. On la retrouve dans les Citroën C25 et Peugeot J5, Matra Murena, Talbot 1510, Talbot Solara et Lancia Beta, leurs évolutions type MG sur XM, 605, évasion et 806… et ML notamment sur Xantia et 406… La compacité ainsi obtenue permet à la CX d'offrir plus d'espace intérieur que la DS tout en étant plus courte de 21 cm.

### Mécanique
Héritière du rôle de pionnier de Citroën dans cette technologie, la CX est naturellement une traction. Elle succède en haut de gamme à la légendaire DS dont elle reprend la suspension hydropneumatique par bras transversaux superposés et bras tirés à l'arrière.

### Châssis et carrosserie
La caisse repose sur un faux châssis qui relie les trains avant et arrière. L’ensemble est fixé à la caisse par l'intermédiaire de liaisons élastiques qui atténuent les vibrations à haute fréquence et augmente le confort de marche (ce que Paul Magès, concepteur de l’hydraulique Citroën, appelait effet de « suspension horizontale »). Contrairement à la DS, la CX ne bénéficie cependant pas de la commande hydraulique de la boîte de vitesses permettant le passage manuel des rapports sans pédale d'embrayage, cependant une transmission par convertisseur/C-matic similaire à la GS pourra équiper certains modèles en attendant une boîte automatique en 1980. Fait encore peu courant pour l'époque mais habituel chez Citroën depuis les GS et SM, toutes les versions de la CX sont pourvues en série de quatre freins à disques. Ils sont ventilés à l’avant sur les berlines, et à l’arrière également pour les breaks.
Le style de la CX est dû à Robert Opron qui s'est inspiré des GS et SM ainsi que du prototype BLMC 1800 du carrossier Pininfarina datant de la fin des années soixante. Il réussit le tour de force de perpétuer l'image novatrice de la DS sans faire de sa remplaçante un simple clone de celle-ci. Comme la GS, la CX est une berline à coffre classique (pas de hayon) malgré sa carrosserie bicorps. Cependant, dans le cas de la CX, la grande profondeur du coffre en rend l'accès malaisé, surtout lorsque la suspension est en position basse. C'est à ses lignes fluides et homogènes bien que tendues et pourvues d'une forte personnalité que le modèle doit son nom. Le « CX » est en effet le symbole conventionnel du coefficient de traînée qui caractérise, en aérodynamique, la résistance à l'avancement. La lunette arrière concave et l'essuie-glace avant monobalai sont d'autres originalités de la voiture.

### Intérieur, options et accessoires
Le style intérieur, œuvre du designer Citroën Michel Harmand, est particulièrement anti-conformiste. Poussant à l'extrême le souci d'ergonomie ébauché sur la GS, les commandes de feux, essuie-glace et avertisseur sonore sont regroupés dans des satellites qui remplacent les manettes ou commodos traditionnels permettant au conducteur d'actionner les commandes sans quitter le volant (monobranche selon la tradition). Le bloc compteur est intégré dans une « lunule » semi-elliptique, les témoins lumineux, tous en face du conducteur, surmontent un tachymètre et un compte-tours (selon équipement) à tambour retroéclairé devant une loupe, permettant une lecture directe de l’information, comme sur le tachymètre des GS d’alors. Le levier de vitesses, au volant sur la DS, passe au plancher. La commande de frein par doseur hydraulique haute pression est directement dérivée des Dsuper et Dspécial.

## Image et héritage
Bien que disparue du catalogue Citroën depuis plus de trente ans, la CX conserve aujourd'hui encore de nombreux amateurs, nostalgiques de son élégance, de son confort de limousine et de ses performances (notamment les GTI Turbo, Prestige Turbo ou Diesel Turbo 2).
Un concept-car très avant-gardiste sur base de CX, l'Eole, a été présenté en 1986. Il avait un Cx record de 0,17.

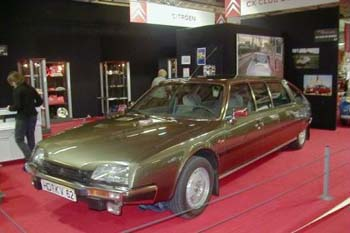
Citroën CX d'Erich Honecker.

La CX était très appréciée des dirigeants d'entreprises et des gouvernants pour son confort et son habitabilité (notamment la version Prestige). Elle fut ainsi utilisée comme voiture officielle par de nombreux gouvernements français. L'ancien président Jacques Chirac en était grand amateur. C'est à bord d'une version Pallas qu'il fut blessé en novembre 1978 à la suite d'une sortie de route en Corrèze sur une chaussée verglacée. Il utilisa longtemps un modèle Prestige Turbo 2 qu'il appréciait beaucoup et qu'il conserva longtemps après l'arrêt de la production. C'est avec cette voiture qu'il traversa Paris pour aller prononcer son discours de victoire le soir de son élection à la présidence de la République en 1995. Cette voiture a été restaurée et fait maintenant partie du musée de la collection de la présidence Chirac à Sarran (Corrèze).
A l'étranger, une CX fut la dernière voiture de fonction d'Erich Honecker, l'ancien chef d'État de la RDA.
Si les modèles successeurs héritèrent de la suspension hydropneumatique (assistée parfois d'une gestion électronique dite « hydractive ») et de la direction à rappel asservi en fonction de la vitesse, ni le châssis, ni les boîtes, ni les moteurs (arrivés, il est vrai, en fin de développement) ne furent repris, PSA ayant rationalisé sa production sur la base d'organes communs plus modernes et plus performants, sauf en ce qui concerne le châssis et les liaisons au sol, considérés encore actuellement comme un modèle de perfection. Une petite série de CX expérimentales dites « REGAMO » (REGulation de l'AMOrtissement) servit à tester la suspension « hydractive » adoptée ensuite en série sur la XM, puis sur d'autres modèles. Ces voitures furent ensuite vendues à quelques clients fidèles.
Le style si original de la CX trouva, lui, une descendance. Après une décennie quatre-vingt-dix marquée par l'échec de la XM, Citroën en plein réveil identitaire présenta en 1999 un concept-car s'inspirant directement de la CX et lui rendant hommage : la C6 lignage. Bien accueilli, ce prototype aboutit à la C6 de série. Celle-ci peut être considérée comme la digne « petite-fille » de la CX. La C5 II s'en inspire également.
En 2016, Citroën présenta le concept CXperience, lui aussi inspiré de la CX.

## L'excursion américaine

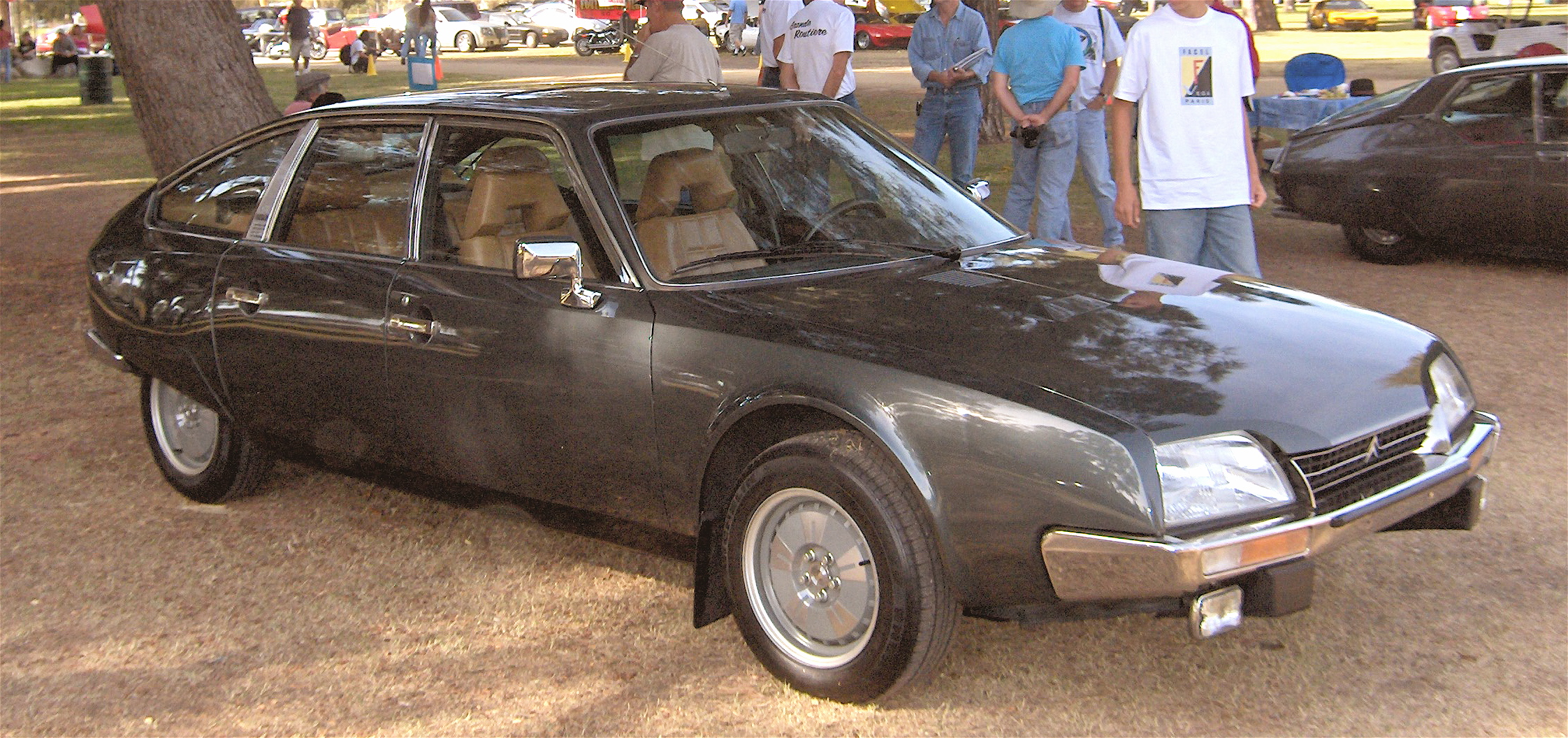
Citroën CX 25 RI (1985).

La CX n'était pas destinée à la vente aux États-Unis, où un règlement passé en 1974 rendait de facto impossible la commercialisation d'une suspension à hauteur variable. À la suppression de ce règlement en 1981, une poignée de fidèles et de journalistes enthousiastes importèrent des CX sur le marché américain à titre privé via de petites sociétés d'import/export. Environ 600 voitures circulèrent aux États-Unis, facilement reconnaissables à leurs phares avant ronds.

## Dans la culture populaire

### Musique
La CX apparait dans le clip vidéo de la reprise de Grace Jones de La Vie En Rose (1977).
Dans le clip Shiver, Natalie Imbruglia conduit une CX, répliquant une scène du film La Mort dans la peau.
Elle apparaît dans le clip vidéo de la chanson Je reste là du rappeur français Jewel Usain.

### Publicité
Par ailleurs, Grace Jones a participé à une publicité télévisée pour la CX, réalisée par Jean-Paul Goude en 1986, qui a également réalisé le clip vidéo la même année.
Elle apparaît aussi dans le film Hot Shots 2 en début de film, dans le camp de bouddhistes en Thaïlande, dans Edge of Tomorrow en milieu de film, ainsi que dans le film L'Ordre et la Morale pour lequel quatre breaks du GIGN ont été reconstitués.

## Les CX du GIGN
Les versions Break furent utilisées comme voitures d'intervention du GIGN de 1981 à 2002 dans plusieurs versions uniquement essence injection : 2 400 injection électronique, 25 TRI, 25 TRI série 2, puis CX TGI. La dernière fut commandée en 1992 par la Gendarmerie pour le GIGN.
Toutes étaient reconnaissables à leur couleur bleu gendarmerie, pare-chocs noirs pour les série 2, et n'étaient pas sérigraphiées (contrairement aux CX Evasion Diesel du tour de France qui portaient l'inscription Gendarmerie sur les latéraux et la rampe de gyrophare).
Une légende parle d'un kit nitro qui était monté sur ces voitures pour augmenter la puissance, mais à ce jour, aucune trace d'un tel montage n'a pu être relevée sur les modèles connus restants. La principale modification mécanique portait sur la boîte de vitesses où le rapport de pont était modifié pour gagner en accélération.
Les versions dites "Chenil" servant à transporter les chiens du Groupe sont identifiables par une ventilation rajoutée à l'arrière du pavillon, en forme de champignon.